# Hrodiwka
Hrodiwka (ukr. Гродівка) – osiedle na Ukrainie, w obwodzie donieckim, w rejonie pokrowskim, siedziba hromady. W 2001 liczyło 3163 mieszkańców.

## Historia
Podczas okupacji niemieckiej w czasie II wojny światowej w osadzie zlokalizowany był podobóz niemieckiego obozu jenieckiego Stalag 378.